# Сезон жіночої збірної України з волейболу 2001
У червні 2001 року українська збірна брала участь у відбірковому турнірі на чемпіонат світу у Німеччині. У групі Н українки посіли друге місце, яке давало змогу отримати перепустку на світову першість. Однак кращі показники в групових турнірах показали збірні Болгарії і Румунії. Саме ці команди отримали путівки на фінальний турнір (разом з переможцяим шести європейських груп).
У вересні збірна виступала на чемпіонаті Європи. У групі здобула три перемоги і з другого місця вийшла в наступне коло змагань. У півфіналі українки поступилися команді Росії, а в матчі за бронзові нагороди — Болгарії.

## Відбір на чемпіонат Європи
Таблиця
| № | Збірна     | 1       | 2       | 3       | 4       | Ігри | В | П | С/П   | Очки |
| - | ---------- | ------- | ------- | ------- | ------- | ---- | - | - | ----- | ---- |
| 1 | Франція    |         | 3:0 0:3 | 3:1 3:2 | 3:1 3:0 | 6    | 5 | 1 | 15:7  | 11   |
| 2 | Нідерланди | 0:3 3:0 |         | 2:3 3:1 | 3:1 3:0 | 6    | 4 | 2 | 14:8  | 10   |
| 3 | Україна    | 1:3 2:3 | 3:2 1:3 |         | 3:0     | 6    | 3 | 3 | 13:11 | 9    |
| 4 | Латвія     | 1:3 0:3 | 1:3 0:3 | 0:3     |         | 6    | 0 | 6 | 2:18  | 6    |

Матчі
| Дата      | Час |            | Рахунок |            | Сет 1 | Сет 2 | Сет 3 | Сет 4 | Сет 5 | Всього  | Звіт |
| --------- | --- | ---------- | ------- | ---------- | ----- | ----- | ----- | ----- | ----- | ------- | ---- |
| 24 травня |     | Україна    | 3–0     | Латвія     | 25–23 | 25–20 | 25–21 |       |       | 75–64   |      |
| 25 травня |     | Україна    | 3–2     | Нідерланди | 25–22 | 22–25 | 24–26 | 25–17 | 15–12 | 111–102 |      |
| 26 травня |     | Франція    | 3–1     | Україна    | 28–26 | 25–22 | 18–25 | 25–23 |       | 96–96   |      |
| 8 червня  |     | Україна    | 3–0     | Латвія     | 25–15 | 25–20 | 25–16 |       |       | 75–51   |      |
| 9 червня  |     | Нідерланди | 3–1     | Україна    | 23–25 | 25–17 | 25–16 | 25–16 |       | 98–74   |      |
| 10 червня |     | Франція    | 3–2     | Україна    | 25–23 | 25–23 | 22–25 | 19–25 | 15–9  | 106–105 |      |

## Відбір на чемпіонат світу
Таблиця
| № | Збірна  | 1   | 2   | 3   | 4   | Ігри | В | П | С/П | Очки |
| - | ------- | --- | --- | --- | --- | ---- | - | - | --- | ---- |
| 1 | Росія   |     | 3:0 | 3:0 | 3:0 | 3    | 3 | 0 | 9:0 | 6    |
| 2 | Україна | 0:3 |     | 3:0 | 3:0 | 3    | 2 | 1 | 6:3 | 5    |
| 3 | Данія   | 0:3 | 0:3 |     | 3:0 | 3    | 1 | 2 | 3:6 | 4    |
| 4 | Австрія | 0:3 | 0:3 | 0:3 |     | 3    | 0 | 3 | 0:9 | 3    |

Матчі
| Дата      | Час |         | Рахунок |         | Сет 1 | Сет 2 | Сет 3 | Сет 4 | Сет 5 | Всього | Звіт |
| --------- | --- | ------- | ------- | ------- | ----- | ----- | ----- | ----- | ----- | ------ | ---- |
| 22 червня |     | Україна | 3–0     | Австрія | 25–6  | 25–4  | 25–7  |       |       | 75–17  |      |
| 23 червня |     | Росія   | 3–0     | Україна | 25–19 | 28–26 | 25–16 |       |       | 78–61  |      |
| 24 червня |     | Україна | 3–0     | Данія   | 25–12 | 25–18 | 25–17 |       |       | 75–47  |      |

## Чемпіонат Європи

### Група В
| № | Збірна     | 1   | 2   | 3   | 4   | 5   | 6   | Ігри | В | П | С/П   | Очки |
| - | ---------- | --- | --- | --- | --- | --- | --- | ---- | - | - | ----- | ---- |
| 1 | Італія     |     | 3:0 | 3:2 | 3:1 | 3:1 | 3:0 | 5    | 5 | 0 | 15:4  | 10   |
| 2 | Україна    | 0:3 |     | 2:3 | 3:2 | 3:0 | 3:1 | 5    | 3 | 2 | 11:9  | 8    |
| 3 | Нідерланди | 2:3 | 3:2 |     | 3:0 | 1:3 | 1:3 | 5    | 2 | 3 | 10:11 | 7    |
| 4 | Польща     | 1:3 | 2:3 | 0:3 |     | 3:0 | 3:1 | 5    | 2 | 3 | 9:10  | 7    |
| 5 | Хорватія   | 1:3 | 0:3 | 3:1 | 0:3 |     | 3:2 | 5    | 2 | 3 | 7:12  | 7    |
| 6 | Німеччина  | 0:3 | 1:3 | 3:1 | 1:3 | 2:3 |     | 5    | 1 | 4 | 7:13  | 6    |

Всі матчі в групі В проходили в Софії.
| Дата       | Час   |           | Рахунок |            | Сет 1 | Сет 2 | Сет 3 | Сет 4 | Сет 5 | Всього  | Звіт  |
| ---------- | ----- | --------- | ------- | ---------- | ----- | ----- | ----- | ----- | ----- | ------- | ----- |
| 22 вересня | 18:30 | Україна   | 3–0     | Хорватія   | 27–25 | 25–16 | 25–16 |       |       | 77–57   | [ 1 ] |
| 23 вересня | 16:15 | Італія    | 3–0     | Україна    | 27–25 | 25–21 | 25–15 |       |       | 77–61   | [ 2 ] |
| 24 вересня | 14:00 | Україна   | 3–2     | Польща     | 25–14 | 19–25 | 23–25 | 25–16 | 15–11 | 107–91  | [ 3 ] |
| 26 вересня | 14:00 | Україна   | 2–3     | Нідерланди | 25–20 | 20–25 | 29–31 | 25–22 | 14–16 | 113–114 | [ 4 ] |
| 27 вересня | 14:00 | Німеччина | 1–3     | Україна    | 23–25 | 25–22 | 19–25 | 21–25 |       | 88–97   | [ 5 ] |

### Плейоф
Півфінал
| Дата       | Час   |       | Рахунок |         | Сет 1 | Сет 2 | Сет 3 | Сет 4 | Сет 5 | Всього | Звіт  |
| ---------- | ----- | ----- | ------- | ------- | ----- | ----- | ----- | ----- | ----- | ------ | ----- |
| 29 вересня | 16:00 | Росія | 3–0     | Україна | 25–18 | 25–19 | 25–17 |       |       | 75–54  | [ 6 ] |

Матч за третє місце
| Дата       | Час   |         | Рахунок |          | Сет 1 | Сет 2 | Сет 3 | Сет 4 | Сет 5 | Всього | Звіт  |
| ---------- | ----- | ------- | ------- | -------- | ----- | ----- | ----- | ----- | ----- | ------ | ----- |
| 30 вересня | 16:00 | Україна | 1–3     | Болгарія | 23–25 | 25–22 | 21–25 | 21–25 |       | 90–97  | [ 7 ] |

### Склад
- Марія Александрова
- Наталія Боженова
- Олександра Фоміна
- Тетяна Іванюшкіна
- Алла Кравець
- Марина Марцинюк
- Регіна Милосердова
- Олена Сидоренко
- Тетяна Вороніна
- Олена Єна
- Ірина Жукова